# مارسيال
مارسيال (بالبرتغالية: Marcial de Mello Castro‏) هو لاعب كرة قدم برازيلي في مركز حراسة المرمى، ولد في 3 يونيو 1941 في Tupaciguara ‏ في البرازيل، وتوفي في 2 أغسطس 2018 بسبب نوبة قلبية. لعب مع أتلتيكو مينيرو ونادي فلامنغو ونادي كورينثيانز.

## وصلات خارجية
- مارسيال على موقع قاعدة بيانات كرة القدم.إي يو (الإنجليزية)